# Bačevci (Bajina Bašta)
Pour les articles homonymes, voir Bačevci.
Bačevci (en serbe cyrillique : Бачевци) est un village de Serbie situé dans la municipalité de Bajina Bašta, district de Zlatibor. Au recensement de 2011, il comptait 141 habitants.

## Démographie

### Évolution historique de la population
| 1948 | 1953 | 1961 | 1971 | 1981 | 1991 | 2002 | 2011 |
| ---- | ---- | ---- | ---- | ---- | ---- | ---- | ---- |
| 168  | 176  | 218  | 199  | 214  | 174  | 167  | 141  |

|  |